# Sainte-Juliette-sur-Viaur

Sainte-Juliette-sur-Viaur este o comună în departamentul Aveyron din sudul Franței. În 1 ianuarie 2022 avea o populație de 634 de locuitori.